# 锰酸锶镧

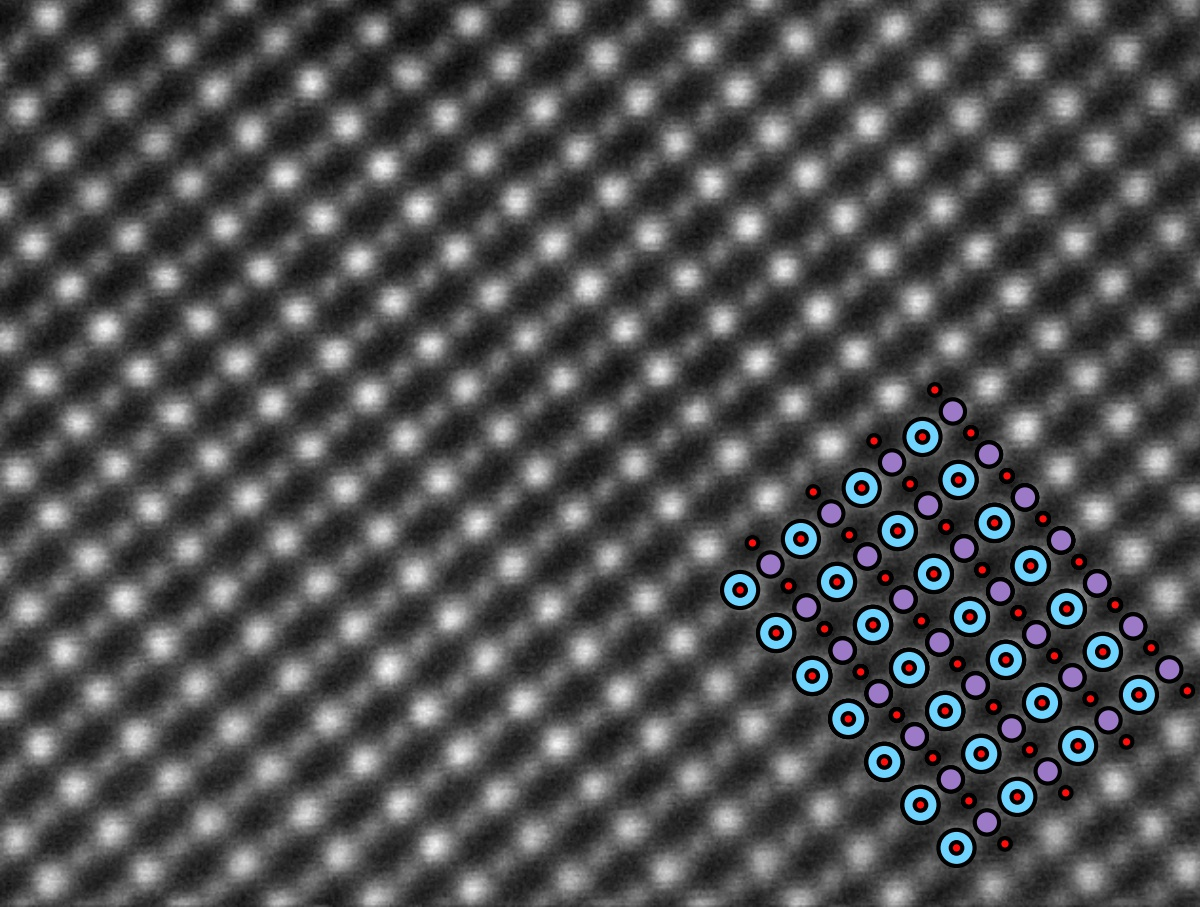
La_{0.7}Sr_{0.3}MnO_{3}的原子级分辨率的高角环形暗场像。右下角插图表示对应的晶胞原子位置，蓝色：La或Sr；紫色：Mn；红色：O

锰酸锶镧或锰酸镧锶（英語：Lanthanum strontium manganite，缩写LSM）又称锶掺杂锰酸镧，掺锶锰酸镧或镧锶锰氧（缩写LSMO），是一种钙钛矿型氧化物陶瓷材料，化学式La1−xSrxMnO3，其中x代表锶的掺杂水平。

## 结构
LSM为黑色固体，密度约为6.5 g/cm3，根据制备方法以及掺杂水平的不同，其密度也发生相应变化。
LSM作为一种钙钛矿材料（结构通式ABO3），镧（La）和锶（Sr）原子占据A位点，锰（Mn）原子占据B位点。其可视作亚锰酸镧（LaMnO3）中部分La3+被Sr2+取代的结果。由于是二价的Sr2+取代了三价的La3+，因此会产生额外的空穴来平衡电荷，并产生电子电导。
根据Sr掺杂水平x的不同，LSM的晶胞结构在菱方、立方和六方结构间变化，这种变化可以根据钙钛矿的戈尔德施密特容差因子（Goldschmidt tolerance factor）理论解释。其中Mn元素的氧化态可以利用X射线光电子能谱（XPS）检测Mn 2p3/2峰位置来测定。

## 性质与用途
LSM最初是作为一种电子导体来使用，其迁移数接近1。通常用作商业化的固体氧化物燃料电池（SOFCs）的阴极材料，在高温下有很高的电子电导率，且和SOFC常用的电解质材料钇稳定氧化锆（YSZ）在热膨胀系数上能良好匹配。
LSM的电子态相图中有很多电子态，根据掺杂程度的不同呈现金属-绝缘体转变、顺磁性以及铁磁性，居里温度约为350K。也有报道称其存在格里菲斯相（Griffith phase）。LSM作为锰系钙钛矿，研究表明其具有庞磁阻效应。当x=0.5和0.7时，LSM为铁磁有序结构，在x约0.3时为自旋半金属。
因为其自旋半金属性质，在自旋电子学领域有潜在运用。在居里温度以上LSM会形成姜-泰勒极化子（Jahn-Teller polaron），并由此产生电子电导。